# リカルド・キシュナ
リカルド・キシュナ（Ricardo Kishna, 1995年1月4日 - ）は、オランダ出身の元サッカー選手。現役時代のポジションはFW（WG）。

## 経歴

### クラブ
地元デン・ハーグにあるADOデン・ハーグのユースアカデミーでキャリアをスタート。
2010年、9年間過ごしたADOを離れアヤックス・アムステルダムのユースアカデミーへ移籍し、2011年5月13日に3年契約にサインした。
2013-14シーズンの前半はA1（19歳以下）のチームで過ごしたが、2014年1月3日にトップチームのフランク・デ・ブール監督によって冬季キャンプのメンバーに招集され、1月11日に行われたトラブゾンスポルとの親善試合ではトップチーム初出場を果たした。この試合でのパフォーマンスに加えて、彼の才能に目をつけていたデ・ブール監督はキシュナをユースレベルのA1に送り返すことはせず、しばらくはトップチームとリザーブチームであるヨング・アヤックスとの間でプレイさせることを決定。シーズン後半スタートとなる1月17日のFCエメン戦との試合でも途中出場し、プロ初出場を果たす。
その後もヨング・アヤックスに帯同。2月10日のVVVフェンロー戦でプロ初ゴールを記録し、4日後に行われたFCドルトレヒト戦でもゴールを挙げた。2月19日には翌日に行われるトップチームのUEFAヨーロッパリーグのレッドブル・ザルツブルク戦に向けた18人のメンバーに選出され、トップチームデビューを飾った。2月23日のエールディヴィジ・AZ戦にも出場しリーグ戦デビューを果たし、後半16分にトップチームでの初得点を記録した。
2015年7月29日、イタリアのSSラツィオへ4年契約で移籍。

### 代表
オランダの各世代別代表に選出。2014年2月26日にはU-19代表に初選出されるも、3月4日に怪我をしたチームメイトのレスリー・デ・サに替わってU-21代表に昇格した。

## タイトル

### クラブ
アヤックス・アムステルダム
- エールディヴィジ ： 2013-14